# Basketball-Verband Sachsen-Anhalt
Der Basketball-Verband Sachsen-Anhalt e. V. (BVSA) ist der Dachverband der Basketballvereine beziehungsweise Sportvereine mit Basketball-Abteilungen im Bundesland Sachsen-Anhalt.

## Geschichte
Bereits zu Zeiten der Deutschen Demokratischen Republik war die Stadt Halle an der Saale eine Basketballhochburg, der SC Chemie Halle beziehungsweise KPV 69 Halle wurde mehrfach deutscher Meister.
Nach der Auflösung des Deutschen Basketball-Verbandes wurde der Basketball-Verband Sachsen-Anhalt im Mai 1990 in Halle gegründet, erster Verbandspräsident wurde Wolfgang Ockert.
1990 verfügte der BVSA über 1996 Mitglieder und 45 Mitgliedsvereine, 1991 waren es nur noch 1109 Mitglieder in 27 Vereinen. Bis 1998 stiegen die Mitgliedszahlen stetig auf 3162 in 60 Vereinen, in den Folgejahren gab es bis 2011 wiederum eine Abnahme auf 1862 Mitglieder (48 Vereine). 2014 wurde wieder die 2000er-Marke überschritten (2027 Mitglieder, 37 Vereine).
Im Zeitraum 1991 bis 2002 leitete Klaus Stöber die Geschicke des Verbandes als Vorsitzender. Von 2002 bis 2012 war Bernd von der Heide BVSA-Vorsitzender und wurde nach seinem Amtsabschied zum Ehrenpräsidenten ernannt. 2012 trat Thomas Schaarschmidt das Amt des BVSA-Vorsitzenden an. Im Juni 2022 übernahm FIBA-Schiedsrichter Carsten Straube den Vorsitz.
Neben Halle zählen auch Weißenfels mit dem Mitteldeutschen BC und seit 2006 auch Bitterfeld/Sandersdorf/Wolfen mit den BSW Sixers zu den Hochburgen innerhalb des Basketball-Verbandes Sachsen-Anhalt. Auch Magdeburg und Wolmirstedt sind Städte, die den sachsen-anhaltischen Basketball überregional bekannt gemacht haben.
Von 2014 bis Ende August 2023 war die Verbandsgeschäftsstelle in Dessau-Roßlau ansässig, seither in Magdeburg.

## Liste der Verbandspräsidenten
| Name                 | von  | bis   | Beleg  |
| -------------------- | ---- | ----- | ------ |
| Wolfgang Ockert      | 1990 | 1991  | [ 10 ] |
| Klaus Stöber         | 1991 | 2002  | [ 10 ] |
| Bernd von der Heide  | 2002 | 2012  | [ 10 ] |
| Thomas Schaarschmidt | 2012 | 2022  | [ 10 ] |
| Carsten Straube      | 2022 | heute | [ 10 ] |

## Jugendarbeit
Der Landesleistungsstützpunkt befindet sich in Halle, im Rahmen einer Zentralisierung wurde dieser 2009 zum Mittelpunkt der Nachwuchsleistungsförderung innerhalb des BVSA, nachdem sich zuvor auch in Magdeburg ein Stützpunkt befunden hatte. Ab der Kaderstufe C besteht in der Förderung von Talenten eine enge Zusammenarbeit des Verbandes mit dem SV Halle sowie dem Mitteldeutschen BC.
Der BVSA ist wie der Thüringer Basketball Verband sowie der Basketballverband Sachsen an der Jugendleistungsspielklasse „Mitteldeutsche Liga“ beteiligt. Diese wird als „zusätzliches Instrument zur Förderung des Nachwuchs-Leistungssportes“ erachtet.